# Paul Castellano
Constantino Paul Castellano (26 de junio de 1915 – 16 de diciembre de 1985), también conocido como "Big Pauly" (o "PC" por sus familiares), fue un conocido jefe de la mafia en Nueva York. Fue el sucesor de Carlo Gambino a la cabeza de la familia criminal Gambino, una de las más antiguas dentro del crimen organizado en Estados Unidos. En diciembre de 1985, Castellano fue asesinado a tiros en las afueras del Restaurante Sparks Steak House en Manhattan por órdenes de John Gotti, quien inmediatamente lo sucedería en el cargo.

## Biografía
Constantino Paul Castellano nació en Brooklyn, Nueva York, en 1915, hijo de Giuseppe Castellano y de Concetta (de soltera, Casatu). Giuseppe era carnicero y fue uno de los primeros miembros de la familia criminal Mangano, la precursora de la familia criminal Gambino. Paul Castellano abandonó la escuela en octavo grado para ser carnicero y recoger los recibos de lotería, igual que su padre. En julio de 1934, Castellano fue detenido por primera vez en Hartford, Connecticut, por robar en una mercería. Con solo 19 años, Castellano se negó a identificar a sus dos cómplices a la policía y cumplió una pena de prisión de tres meses. Al negarse a cooperar con las autoridades, Castellano mejoró su reputación de lealtad a la mafia.
La hermana de Castellano, Catalina, se había casado con uno de sus primos, Carlo Gambino, en 1932. En 1937, Castellano se casó con su novia de la infancia, Nino Manno; la pareja tuvo tres hijos (Paul, Philip y Joseph Castellano) y una hija (Constance Castellano). Manno murió en 1999. No tenía ninguna relación con el actor Richard S. Castellano, de El padrino a pesar de que la esposa de Richard lo afirmó luego de su muerte.
Castellano a menudo firmaba su nombre como "C. Paul Castellano" porque odiaba su nombre de pila, Constantino. Este nombre ha sido citado tanto como "Constantino" como "Costantino". Con el tiempo llegó a ser conocido como Paul. Medía 1,89 m de altura y tenía un peso de 122,5 kg; Castellano intimidaba a otros mafiosos con su tamaño.

## Vida en la mafia
En los años 1940, Castellano se convirtió en miembro de la familia Mangano. Llegó a ser capo bajo el gobierno del sucesor de Vince Mangano, Albert Anastasia.
En 1957, luego del homicidio de Anastasia y la subida de Carlo Gambino a la posición de jefe, Castellano asistió a la fallida Reunión de Apalachin en Apalachin, Nueva York. Cuando la policía estatal de Nueva York hizo una redada en la reunión, Castellano fue uno de los 61 mafiosos de alto rango que fueron arrestados. Negándose a responder las preguntas del gran jurado sobre la reunión, Castellano pasó un año en prisión por cargos de desacato. El 13 de enero de 1960, fue sentenciado a cinco años en prisión por conspiración para ocultar información. Sin embargo, en noviembre de 1960, la condena de Castellano fue revocada por una corte de apelaciones.
Castellano se identificaba más como un hombre de negocios que como un rufián. Tomaba negocios ilegales y los convertía en empresas legítimas. Pero los negocios de Castellano, y los de sus hijos, prosperaban gracias a sus lazos con la mafia. 
En sus primeros años, utilizó su entrenamiento como carnicero para lanzar su empresa Dial Poultry, un negocio de distribución de aves que algunas vez atendió a 300 carniceros en Nueva York. Los clientes de la empresa también incluían las cadenas de supermercados Key Food y Waldbaum's. Castellano utilizaba tácticas de intimidación para forzar a sus clientes a comprarle.
A medida que fue haciéndose más poderoso dentro de la familia Gambino, empezó a generar más dinero por la venta de cemento para la construcción. Su hijo Philip era el presidente de Scara-Mix Concrete Corporation, que ejercía un casi monopolio en la venta de cemento para construcción en Staten Island. Castellano también manejaba los intereses de Gambino en el "Concrete Club," un club de contratistas elegido por la Comisión que manejaba los contratos superes a 2 millones de dólares hasta 15 millones. A cambio, los contratistas le daban a la Comisión un dos por ciento de los montos de los contratos. Castellano también supervisaba el control de la familia Gambino sobre el capítulo local 282 del sindicato de camioneros, que proveía trabajadores para verter cemento en todos los principales proyectos de construcción en Nueva York y Long Island.
En 1975, Castellano supuestamente hizo asesinar a Vito Borelli, el enamorado de su hija Constance, porque escuchó que lo había comparado con Frank Perdue, el propietario y portavoz comercial de Perdue Farms. En 2004, documentos judiciales revelaron que Joseph Massino, un testigo del gobierno y antiguo jefe de la familia criminal Bonanno admitió haber asesinado a Borelli como un favor a Castellano.

## Sucesión
El 15 de octubre de 1976, Carlo Gambino murió en su casa de causas naturales. En contra de las expectativas, había nombrado a Castellano como su sucesor sobre su subjefe Aniello "Neil" Dellacroce. Gambino parecía creer que su familia criminal podría beneficiarse del enfoque de Castellano en los negocios de guante blanco. Dellacroce, en ese momento, estaba preso por evasión de impuestos y no pudo oponerse a la sucesión de Castellano.
El ascenso de Castellano fue luego confirmado en una reunión de la Comisión el 24 de noviembre que contó con la presencia de Dellacroce. Castellano dispuso que Dellacroce se mantuviera como subjefe y manejara directamente las actividades tradicionales de la Cosa Nostra como la extorsión, el robo y la usura. Mientras Dellacroce aceptó el ascenso de Castellano, el acuerdo en realidad dividió a la familia Gambino en dos facciones rivales.
En 1978, Castellano supuestamente ordenó el asesinato del asociado de la familia Gambino Nicholas Scibetta. Un consumidor de cocaína y alcohol, Scibetta participó en varias peleas públicas e insultó a la hija de George DeCicco. Toda vez que Scibetta era el cuñado de Salvatore "Sammy the Bull" Gravano, Castellano le pidió a Frank DeCicco que primero le avisara a Gravano de la decisión. Cuando se lo comunicó, un furioso Gravano dijo que mataría antes a Castellano. Sin embargo, Gravano fue eventualmente calmado por DeCicco y aceptó la muerte de Scibetta como el castigo que se ganó por su comportamiento.
En 1978, Castellano supuestamente ordenó los asesinatos del capo de la familia Gambino James Eppolito y su hijo, el mafioso James Eppolito Jr. Eppolito Sr. se había quejado ante Castellano que Anthony Gaggi estaba invadiendo su territorio y pidió permiso para matarlo. Castellano le dio a Epolitto una respuesta evasiva, pero luego le advirtió a Gaggi sobre las intenciones de Eppolito. En respuesta, Gaggi y el soldado Roy DeMeo asesinaron a Eppolito y su hijo.
En febrero de 1978, Castellano hizo un acuerdo entre la familia Gambino y los Westies, una pandilla irlandesa-estadounidense de Hell's Kitchen, Manhattan. Castellano quería sicarios que las fuerzas de la ley no vincularan directamente con la familia Gambino. Los Westies querían protección de la familia Gambino respecto de las otras familias de la Cosa Nostra. La alianza Gambino–Westie se acordó en una reunión entre el líder de los Westies James Coonan y Castellano. Según el gánster de los Westies Mickey Featherstone, Castellano dijo la siguiente orden:

Ustedes tienen que dejar de actuar como vaqueros - actuar salvajemente. Ustedes van a estar con nosotros ahora. Si alguien va a ser asesinado, tienen que aclararlo antes con nosotros.

Castellano también creó una alianza con los Cherry Hill Gambinos, un grupo de importadores y distribuidores de heroína sicilianos de Nueva Jersey. También los quiso como sicarios. Con los Westies y los Cherry Hill Gambinos, Castellano comandó un pequeño ejército de asesinos competentes.
En septiembre de 1980, Castellano supuestamente ordenó el asesinato de su antiguo yerno Frank Amato. Un secuestrador y delincuente menor, Amato había abusado físicamente de su aún esposa Connie Castellano (la hija de Paul). Según documentos del FBI, el soldado de la familia Gambino Roy DeMeo asesinó a Amato, cortó su cuerpo en pedazos y los tiró al mar.
En 1981, Castellano se reunión dos veces con el hombre de negocios Frank Perdue, la supuesta causa del asesinato de Borelli en 1975. Perdue quería la ayuda de Castellano para frustrar una organización sindical en su fábrica en Virginia. Sin embargo, según Perdue, los dos hombres hablaron pero no llegaron a ningún acuerdo.
Entre fines de 1981 e inicios de 1982, luego de los asesinatos de los jefes Stefano Bontade y Salvatore Inzerillo, Castellano ordenó a John Gambino que salvara la vida de sus parientes.
En el punto más alto de su poder, Castellano construyó una lujosa mansión de 17 habitaciones en una vía montañosa en Todt Hill en Staten Island. Diseñada para parecerse a la Casa Blanca, la casa de Castellano tenía mármol de Carrara, una piscina olímpica y un jardín inglés. Inició un amorío con su sirvienta colombiana, Gloria Olarte. Castellano se convirtió en un hombre más bien recluido que rara vez se aventuraba afuera de su mansión. Los capos como Daniel Marino, Thomas Gambino, y James Failla lo visitaban en Todt Hill para darle información y recibir órdenes. Cuando no atendía a sus invitados, Castellano utilizaba batas de seda y pantuflas de terciopelo.
John Gotti, el antiguo protegido de Dellacroce, rápidamente estuvo insatisfecho con el liderazgo de Castellano ya que decía que el jefe estaba demasiado aislado y era muy codicioso. Como otros miembros de la familia, a Gotti tampoco le caía bien Castellano. El jefe carecía de credibilidad callejera y aquellos que habían pagado el derecho de piso pasando por los trabajos de menor jerarquía no lo respetaban. Gotti también tenía un interés económico: tenía una discusión pendiente con Castellano debido a la parte que Gotti tomó de los secuestros en el Aeropuerto Kennedy. También se rumoreaba que Gotti estaba expandiendo sus actividades al narcotráfico, un negocio lucrativo que Castellano había prohibido.

## Problemas legales
En enero de 1983, Castellano supuestamente ordenó el asesinato de Roy DeMeo, quien fue encontrado muerto en el maletero de su automóvil Cadillac. En marzo de 1983, el FBI obtuvo una orden para instalar micrófonos secretos en la casa de Castellano. Luego de esperar hasta que se fuera de vacaciones a Florida, los agentes sedaron a los perros, desarmaron el sistema de seguridad y plantaron los micrófonos en el comedor y la sala. Estos proveyeron a las fuerzas de la ley con una gran cantidad de información incriminatoria contra Castellano.
En agosto de 1983, Angelo Ruggiero y Gene Gotti fueron arrestados por negociar con heroína, basado principalmente en grabaciones de un micrófono encubierto puesto en la casa de Ruggiero. Castellano, que había prohibido a los miembros de su familia negociar con drogas bajo amenaza de muerte, pidió transcripciones de las cintas, y, cuando Ruggiero se negó, amenazó con degradar a Gotti.
El 30 de marzo de 1984, Castellano fue acusado de cargos federales de racketeering en el caso Gambino, incluyendo los asesinatos de Eppolitto y DeMeo. Otros cargos eran de extorsión, narcotráfico y proxenetismo. Castellano fue liberado tras pagar una fianza de dos millones.
El 25 de febrero de 1985, Castellano fue uno de los varios jefes mafiosos arrestados por cargos de racketeering, que llevarían al Juicio de la Comisión de la Mafia; Fue liberado tras pagar una fianza de tres millones.
El 1 de julio de 1985, Castellano fue acusado de cargos de usura y evasión de impuestos por no haber reportado los ingresos de sus garitos ilegales, y se declaró no culpable.
El 4 de noviembre de 1985, en un testimonio del ladrón de coches Vito Arena, Castellano fue nombrado jefe del esquema de robo de coches que lo empleaba, así como haber estado conectado con cinco asesinatos.

## Conspiración
Dellacroce murió de cáncer el 2 de diciembre de 1985 iniciando una cadena de eventos que llevarían al asesinato de Castellano dos semanas después. Varios factores contribuyeron a la conspiración para matar a Castellano: su ausencia en el velatorio de Dellacroce fue considerado como un insulto para la familia Dellacroce y sus partidarios. Luego, el hecho de que Castellano nombrara a su guardaespaldas Thomas Bilotti como el nuevo subjefe. Un leal a Castellano, Bilotti era un usurero bruto con muy poco de la habilidad diplomática que requería la posición de subjefe. Castellano también dejó en claro que estaba alejándose de la pandilla de Gotti.
Gravano sugirió matar tanto a Castellano como a Bilotti mientras estaban desayunando en un restaurante. Sin embargo, cuando DeCicco le dijo a Gotti que él estaría reuniéndose con Castellano y otros mafiosos de la familia Gambino en el Sparks Steak House el 16 de diciembre, Gotti y los otros conpiradores decidieron matarlo entonces.

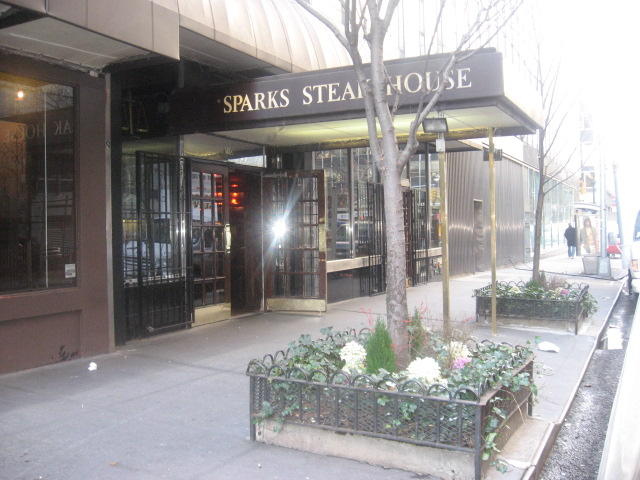
Entrada del Sparks Steak House en el 210 de la calle 46 este, la escena del asesinato de Castellano.

## Asesinato
El lunes 16 de diciembre de 1985, Bilotti llevó a Castellano a la reunión previamente acordado en el Sparks Steak House en Midtown Manhattan, en la calle 46 este cerca a la Tercera Avenida. Un grupo de sicarios conformado por Salvatore Scala, Edward Lino y John Carneglia esperó cerca de la entrada del restaurante, calle abajo estaban posicionados los tiradores de refuerzo Dominick Pizzonia, Angelo Ruggiero, y Tony Rampino. Gotti observaba la escena desde un automóvil cruzando la calle.
Cuando Castellano estaba saliendo del auto en frente del restaurante alrededor de las 5:26 p. m., los pistoleros corrieron y le dispararon varias veces. Supuestamente, John Carneglia fue el pistolero que le disparó a Castellano en la cabeza. Bilotti fue disparado mientras salía por la puerta del conductor. Antes de abandonar la escena del crimen, Gotti condujo acercándose para ver los cuerpos.

### Consecuencias
Castellano fue enterrado en el Moravian Cemetery en el barrio New Dorp de Staten Island. La Arquidiócesis de Nueva York se negó a darle a Castellano un funeral católico debido a cómo vivió su vida y a su muerte.
Dos semanas después de su asesinato, una reunión de capos en un sótano de Manhattan eligió a Gotti, de 45 años, como el nuevo jefe de la familia Gambino. El asesinato de Castellano enfureció a Vincent Gigante, jefe de la familia criminal Genovese, porque Gotti nunca recibió permiso de parte de la Comisión para cometer ese asesinato. Gigante pidió la ayuda del jefe de la familia criminal Lucchese, Anthony Corallo, para matar a Gotti. El 13 de abril de 1986, un explosivo instalado en un automóvil donde supuestamente viajaría Gotti explotó fuera de un club social en Bensonhurst, pero el único fallecido fue Frank DeCicco.
Gotti fue arrestado por el FBI a finales de 1990 por cargos de racketeering y se le denegó la libertad bajo fianza 10 días después. El 2 de abril de 1992, con la ayuda de Gravano quien se convirtió en un testigo del gobierno, Gotti fue condenado por varios cargos de racketeering, incluyendo el asesinato de Castellano en 1985. el 23 de junio, Gotti fue sentenciado a cadena perpetua en una prisión federal, donde murió de cáncer de garganta en el 2002. Nadie más fue acusado por el asesinato de Castellano.

## En la cultura popular
Castellano ha sido interpretado en varias películas y letras de canciones, entre ellas las siguientes:

### En el cine
- Richard C. Sarafian lo interpreta en la película original del canal de televisión HBO Gotti, de 1996.

- Abe Vigoda lo interpreta en el telefilme de la NBC Testigo de la mafia (1998).

- Chazz Palminteri lo interpreta en Jefe de jefes, una película del 2001 en la TNT.

- Donald John Volpenhein interpretó a Castellano en la película Gotti (2018), basada en el libro Shadow in my father, de John Gotti.

### En la música
- P. Diddy, en la remezcla de "Waka Flocka Flame", del álbum "O Let's Do It".

- Lil Wayne, en la canción "What's Wrong With Them", con Nicki Minaj, en su álbum I'm Not a Human Being.

- Rick Ross, en el tema "Mafia music II".

- Andre Nickatina, en la cita al final de la canción "Dice of life".

- Future, en la canción "Mark McGwire".

- The Game, en la canción "Heaven's Arms".

- Big L, en la canción "Uptown Connection".

- Tony Yayo, en la canción "Warning Shots".

- Cam'ron, en la canción "Welcome to New York City".

- Kevin Gates, en la canción "John Gotti".

- Unkle, en la canción "Guns Blazing (Drums of Death, Pt. 1)", con Kool G. Rap.